# 今村楯夫
今村 楯夫（いまむら たてお、1943年4月 - ）は、日本のアメリカ文学者、東京女子大学名誉教授。
静岡県生まれ。1966年静岡大学教育学部英語科卒業。1975年ニューヨーク州立大学ビンガムトン校大学院比較文学博士課程中退。和洋女子大学助教授をへて、1987年東京女子大学教授。1992年日本ヘミングウェイ協会を設立し、2001年会長。

## 著書
- ヘミングウェイ 喪失から辺境を求めて 冬樹社 1979.9 （英米文学作家論叢書）
- ヘミングウェイと猫と女たち 1990.2 （新潮選書）
- 現代アメリカ文学 青春の軌跡 研究社出版 1991.9
- ヘミングウェイの海 和田悟写真 求竜堂 1995.8
- ヘミングウェイを追って 和田悟写真 求竜堂 1995.7
- ヘミングウェイのパリ・ガイド 小学館 1998.12
- ヘミングウェイの言葉 2005.7 （新潮新書）
- 「キリマンジャロの雪」を夢見て2014.4(柏艪舎ネプチューンノンフィクションシリーズ)p
- ヘミングウェイの愛したスペイン［風濤社］2015.11
- スペイン紀行―ヘミングウェイとともに内戦の跡を辿る2107.11 (柏艪舎ネプチューンノンフィクションシリーズ)

## 共編著
- トム・ソーヤとハックルベリー・フィン マーク・トウェインのミシシッピ河 後藤和彦,和田悟共著 求竜堂 1996.12
- アーネスト・ヘミングウェイの文学 ミネルヴァ書房 2006.11（Minerva英米文学ライブラリー）
- ヘミングウェイの流儀 山口淳共著 日本経済新聞出版社 2010.3
- ヘミングウェイとパウンドのヴェネツィア  真鍋 晶子共著 | 2015/1/21[彩流社]
- ヘミングウェイのパリ・ガイド 小野規他 ・明石和美共著| 2018/1/12［小学館］

## 翻訳
- アメリカ一九六〇年代 新たな感性の誕生 モリス・ディクスタイン 1986.9（有斐閣選書）
- 神々の猿 ラフカディオ・ハーンの芸術と思想 ベンチョン・ユー 池田雅之監訳 恒文社 1992.2
- ワシントン広場で微笑んで ある愛の物語 レイモンド・フェダマン 本の友社 1997.9
- 嫌ならやめとけ レイモンド・フェダマン 水声社 1999.9
- ストレート・レザー /ハロルド・ジェフィ 新潮社 2000.7
- エロスアンチ・エロス /ハロルド・ジェフィ 水声社 2002.8
- 老人と海 アーネスト・ヘミングウェイ 左右社 2022.9